# Harmstonia pallida
Harmstonia pallida är en tvåvingeart som beskrevs av Robinson 1967. Harmstonia pallida ingår i släktet Harmstonia och familjen styltflugor. Inga underarter finns listade i Catalogue of Life.